# Wolf Cousins
Wolf Cousins — шведская музыкальная продюсерская компания группы MXM Music под руководством звукозаписывающего лейбла Warner Music Group / Chappell Scandinavia, расположенная в Стокгольме. Образована в конце 2013 года успешными композиторами Максом Мартином и Shellback.

## История

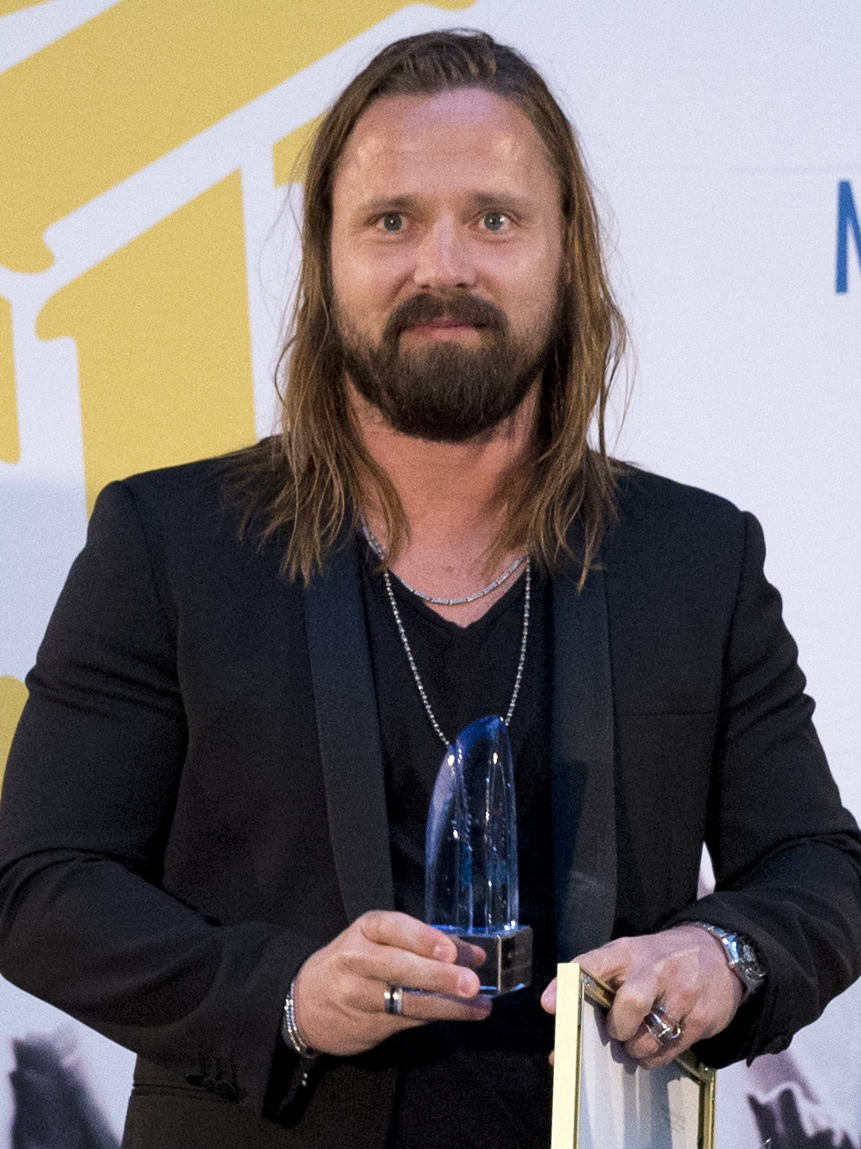
Макс Мартин

Ключевую роль менторства для успеха в музыкальной индустрии Макс Мартин понял ещё в начале 1990-х при работе в качестве ассистента со своим наставником Деннизом Попом, без которого, по его утверждению, он до сих пор бы пел во второсортной метал-группе It’s Alive. Попробовав самому быть наставником для нью-йоркского диджея Лукаша Dr. Luke Готвальда в 2004 году и шведского школьника Юхана Shellback Шустера в 2007, чьи первые же песни стали мировыми хитами, Мартин решил создать лагерь для развития молодых шведских музыкантов, названных Юханом Wolf Cousins, Кузенами Чёрного Волка. Чёрный Волк — изначально отрицательный персонаж шведского комикса про медвежонка Бамси (откуда также был взят псевдоним Черепашкин — Shellback), ставший добрым благодаря неизменной заботе со стороны Бамси.
В 2013 году поиском новых композиторов занялся младший брат гражданской жены Мартина — Юлиус Петерссон, консультант в Warner Music Group. Он пригласил десять неизвестных, не имеющих контракта с лейблами, но продуктивных шведских композиторов до тридцати лет. К концу 2014 года группа состояла из шести продюсеров и одного композитора — Туве Лу. Летом 2016 по разным данным в компанию входит около 25 музыкантов и два художника-иллюстратора — Роберт Моллард, чьи картины висят в студиях, и его сестра, Мадлен Моллард, художник-оформитель альбома Туве Лу Truth Serum и видеоклипа Habits.
В отличие от обычного типа сотрудничества в студии — соавторства, Мартин и Юхан стараются минимизировать свой вклад в конечный продукт, ограничиваясь руководством творческого процесса, либо приглашая к участию в написании уже начатой композиции.
Одна из участниц студии в течение первого же года добилась мировой известности под именем Туве Лу.
Состоит в Шведском международном обществе композиторов.

## Участники
- Туве Лу

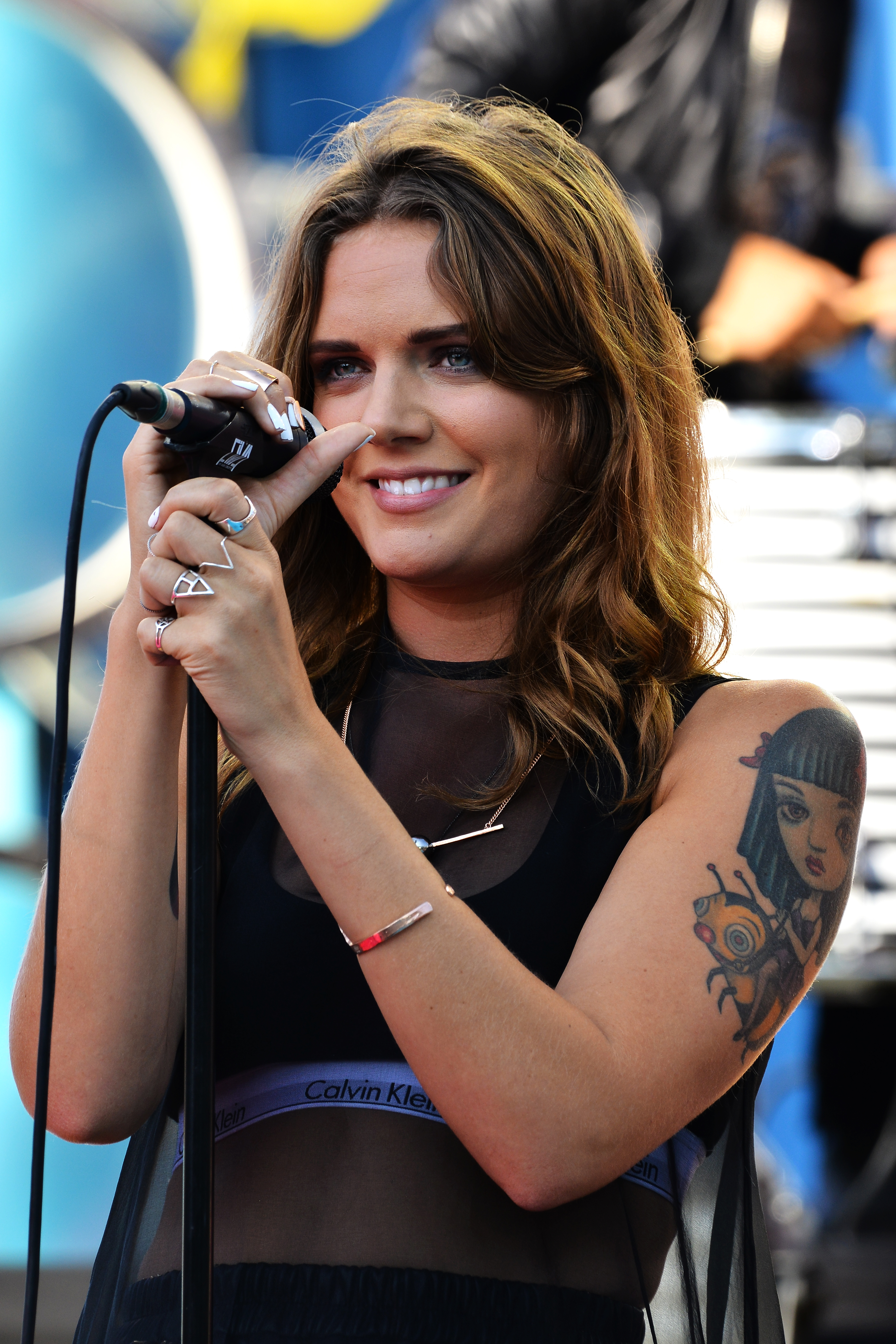
Туве Лу

- Mattias Larsson and Robin Fredriksson (Mattman and Robin)
- Ali Payami
- Ilya Salmanzadeh
- Oscar Holter
- Ludvig Soderb
- Oscar OzGo Görres
- Jakob Jerlström
- Joe Janiak[5]

## Дискография
- Ariana Grande — Problem
- Demi Lovato — Cool for the Summer, Confident
- The Weeknd — Can’t Feel My Face
- P!nk — Just Like Fire
- DNCE — Cake By The Ocean
- Taylor Swift — Style, All You Had To Do Was Stay
- Katy Perry - Rise
- Ellie Goulding — Love Me Like You Do, On My Mind, Army, Lost and Found, Codes, Don’t Need Nobody, Devotion
- Jennifer Lopez — First Love
- Adam Lambert — The Original High (альбом)
- Hailee Steinfeld — Love Myself
- Carly Rae Jepsen — Run Away With Me, Gimmie Love, Favourite Colour
- Gwen Stefani — Misery, Make Me Like You, Truth
- Tiësto, Icona Pop — Let’s Go
- Take That — Higher Than Higher